# Championnats du monde de trampoline 1996
Navigation
Édition précédente Édition suivante
Les 19e Championnats du monde de trampoline se déroulent à Vancouver (Canada) du 23 au 25 août 1996.

## Résultats

### Hommes

#### Trampoline individuel
| Rang | Gymnaste            | Pays        | Points |
| ---- | ------------------- | ----------- | ------ |
|      | Dmitri Poliarouch   | Biélorussie | 110.1  |
|      | Emmanuel Durand     | France      | 109.8  |
|      | Eugeni Beliaev      | Biélorussie | 108.4  |
| 4    | Guillaume Bourgeon  | France      | 105.8  |
| 5    | German Knytchev     | Russie      | 105.0  |
| 6=   | Jean-Paul Aucoin    | Canada      | 103.8  |
| 6=   | Michel Greene       | Canada      | 103.8  |
| 8    | Alexandre Chernonos | Ukraine     | 102.0  |

#### Trampoline par équipe
| Rang | Pays        | Gymnastes                                                              | Points |
| ---- | ----------- | ---------------------------------------------------------------------- | ------ |
|      | France      | Fabrice Hennique Guillaume Bourgeon David Martin Emmanuel Durand       | 119.50 |
|      | Biélorussie | Dmitri Poliarouch Nikolai Kazak Eugueni Beliaev Rouslan Kashperko      | 118.40 |
|      | Russie      | Alexander Russakov German Knytchev Alexander Danilchenko Sergei Iachev | 117.7  |
| 4    | Allemagne   | Michael Serth Markus Kubicka Martin Kubicka Stefan Reithofer           | 113.20 |
| 5    | Canada      | Michel Greene Chris Mitruk Paul Cameron Jean-Paul Aucoin               | 109.90 |

#### Trampoline synchro
| Rang | Gymnaste                        | Pays      | Points |
| ---- | ------------------------------- | --------- | ------ |
|      | Sergei Voronine Andrei Kossov   | Russie    | 135.00 |
|      | David Martin Emmanuel Durand    | France    | 133.80 |
|      | Martin Kubicka Stefan Reithofer | Allemagne | 133.30 |
| 4    | Jean-Paul Aucoin Paul Cameron   | Canada    | 130.60 |
| 5    | Jesper Dalsten Mads Ledstrup    | Danemark  | 128.50 |
| 6    | Joao Marques Nuno Lico          | Portugal  | 123.60 |
| 7    | Adrian Wareham Michael Johnston | Australie | 122.70 |
| 8    | Markus Wiesner Didier Raffaeli  | Suisse    | 121.70 |

#### Tumbling
| Rang | Gymnaste       | Pays               | Points |
| ---- | -------------- | ------------------ | ------ |
|      | États-Unis     | Rayshine Harris    | 86.40  |
|      | Russie         | Andrei Krougliakov | 82.03  |
|      | Russie         | Andrei Solovjev    | 80.43  |
| 4    | Afrique du Sud | Tseko Mogotsi      | 79.43  |
| 5    | France         | Nicolas Francillon | 78.43  |
| 6    | France         | Christophe Fréroux | 77.71  |
| 7    | Pologne        | Adrian Sienkiewicz | 77.30  |
| 8    | Pologne        | Krzysztof Wilusz   | 76.09  |

#### Tumbling par équipe
| Rang | Pays       | Gymnastes                                                           | Points |
| ---- | ---------- | ------------------------------------------------------------------- | ------ |
|      | États-Unis | Rayshine Harris Roger Walker Brad Davis Rashaan Sampson             | 82.90  |
|      | France     | Nicolas Fournials Stephane Bayol Franck Salcines Christophe Fréroux | 79.20  |
|      | Russie     | Andrei Krougliakov Andrei Solovjev Eugeni Bogomolov                 | 75.57  |
| 4    | Pologne    | Krzysztof Wilusz Adrian Sienkiewicz Walczak Radoslaw Tomasz Kies    | 75.54  |
| 5    | Canada     | Carey Jones Chris Shaw Dallas Stevens Keith McDonald                | 73.07  |

#### Double mini-trampoline
| Rang | Gymnaste         | Pays             | Points |
| ---- | ---------------- | ---------------- | ------ |
| =    | Canada           | Chris Mitruk     | 23.80  |
| =    | Australie        | Ji Wallace       | 23.80  |
|      | Bulgarie         | Radostin Ratchev | 23.44  |
| 4    | Nouvelle-Zélande | Tom Delany       | 23.33  |
| 5    | Canada           | Jeremy Brock     | 22.81  |
| 6    | Australie        | Steve Bland      | 22.61  |
| 7    | Espagne          | Alberto Robleda  | 21.47  |
| 8    | Allemagne        | Uwe Marquardt    | 17.50  |

#### Double mini-trampoline par équipe
| Rang | Pays       | Gymnaste                                                    | Points |
| ---- | ---------- | ----------------------------------------------------------- | ------ |
|      | Canada     | Chris Mitruk Jeremy Brock Ben Snape Israel Martens          | 35.99  |
|      | Australie  | Ji Wallace Adrian Wareham Steve Bland                       | 34.21  |
|      | Portugal   | Diogo Faria Pedro Reis Hugo Paulo Nuno Lico                 | 34.20  |
| 4    | Allemagne  | Uwe Marquardt Steffen Eislöffel Jörg Gehrke Thomas Springub | 34.00  |
| 5    | États-Unis | Karl Heger Brad Davis Brian Beech Byron Smith               | 32.53  |

### Femmes

#### Trampoline individuel
| Rang | Gymnaste                     | Pays        | Points |
| ---- | ---------------------------- | ----------- | ------ |
|      | Tatiana Kovaleva             | Russie      | 105.8  |
|      | Irina Karavaeva              | Russie      | 103.7  |
|      | Galina Lebedeva              | Biélorussie | 102.9  |
| 4    | Elena Savelva                | Ouzbékistan | 102.0  |
| 5    | Olena Movchan Karen Cockburn | Ukraine     | 101.1  |
| 6    | Natalia Karpenkova           | Biélorussie | 100.9  |
| 7    | Jennifer Parilla             | États-Unis  | 100.1  |
| 8    | Sue Challis                  | Royaume-Uni | 100.0  |

#### Trampoline par équipe
| Rang | Pays        | Gymnaste                                                                | Points |
| ---- | ----------- | ----------------------------------------------------------------------- | ------ |
|      | Russie      | Irina Karavaeva Irina Slonova Alexandra Zakrevskaia Tatiana Kovaleva    | 110.00 |
|      | Ukraine     | Oxana Tsyhuleva Larisa Khreschik Olena Movchan Oxana Verbitskaya        | 108.2  |
|      | Biélorussie | Galina Lebedeva Liudmila Padasenko Natalia Karpenkova Tamara Graevskaia | 105.9  |
| 4    | États-Unis  | Jennifer Parilla Jaime Strandmark Jennifer Sans Kimberly Sans           | 105.40 |
| 5    | Royaume-Uni | Claire Wright Kirsten Lawton Sue Challis Ellie Dixon-Jackson            | 101.60 |

#### Trampoline synchro
| Rang | Gymnaste    | Pays                                   | Points |
| ---- | ----------- | -------------------------------------- | ------ |
|      | Ukraine     | Oksana Tsyhuleva Olena Movchan         | 131.00 |
|      | Biélorussie | Natalia Karpenkova Galina Lebedeva     | 128.40 |
|      | Russie      | Alexandra Zakrevskaia Tatiana Kovaleva | 127.30 |
| 4    | Allemagne   | Tina Ludwig Hiltrud Roewe              | 126.80 |
| 5    | Tchéquie    | Lenka Honzakova Petra Vachnikova       | 125.20 |
| 6    | États-Unis  | Jennifer Parilla Jennifer Sans         | 124.40 |
| 7    | Japon       | Hiroi Tokuma Akiko Furu                | 124.20 |
| 8    | Royaume-Uni | Claire Wright Sue Challis              | 124.00 |

#### Tumbling
| Rang | Gymnaste   | Pays             | Points |
| ---- | ---------- | ---------------- | ------ |
|      | France     | Chrystel Robert  | 74.44  |
|      | États-Unis | Kendra Stucki    | 72.13  |
|      | États-Unis | Erin Maguire     | 70.81  |
| 4    | Canada     | Karen Stevens    | 69.93  |
| 5    | France     | Karine Boucher   | 69.70  |
| 6    | Canada     | Kelly Ottenbreit | 66.77  |
| 7    | Portugal   | Tania Santos     | 66.27  |
| 8=   | Belgique   | Yolanda Wouters  | 65.80  |
| 8=   | Pologne    | Wiktoria Weselak | 65.80  |

#### Tumbling par équipe
| Rang | Pays       | Gymnaste                                                      | Points |
| ---- | ---------- | ------------------------------------------------------------- | ------ |
|      | France     | Chrystel Robert Marlène Bayet Melanie Avisse Karine Boucher   | 72.96  |
|      | États-Unis | Amanda Lentz Kendra Stucki Catrina Osteen Erin Maguire        | 70.57  |
|      | Canada     | Karen Stevens Kelly Ottenbreit Kovia Lovell Cassie Shirley    | 69.43  |
| 4    | Belgique   | Yolanda Wouters Sigy Van Renterghem Nathalie Deneef An De Win | 67.06  |
| 5    | Argentine  | Natalia Llermanos Mariela Acuna Gladys Dillon Carolina Munoz  | 63.40  |

#### Double mini-trampoline
| Rang | Gymnaste         | Pays             | Points |
| ---- | ---------------- | ---------------- | ------ |
|      | États-Unis       | Jennifer Sans    | 21.73  |
|      | Canada           | Lisa Colussi     | 21.48  |
|      | Portugal         | Maria Oliveira   | 20.69  |
| 4    | Portugal         | Marta Ferreira   | 20.60  |
| 5    | États-Unis       | Kimberly Sans    | 20.48  |
| 6    | Russie           | Marina Mourinova | 20.14  |
| 7    | Allemagne        | Gretje Reinemer  | 20.07  |
| 8    | Nouvelle-Zélande | Kylie Walker     | 18.36  |

#### Double mini-trampoline par équipe
| Rang | Pays             | Gymnaste                                                   | Points |
| ---- | ---------------- | ---------------------------------------------------------- | ------ |
|      | États-Unis       | Jennifer Sans Kimberly Sans Erin Maguire Jaime Strandmark  | 32.01  |
|      | Nouvelle-Zélande | Kylie Walker Rebecca Winstone Katrina Moodie Tiffany Smith | 30.94  |
|      | Allemagne        | Gretje Reinemer Gitta Rosemann Nicole Krüger Ute Springub  | 29.86  |
| 4    | Canada           | Lisa Colussi Martha Purdy Erin Arnason Joanne Gaumont      | 29.54  |
| 5    | Portugal         | Maria Oliveira Marta Ferreira Tania Galao Marina Caetano   | 25.43  |